# Lotte Ingrisch
Lotte Ingrisch, született Charlotte Gruber, (Bécs, 1930. július 20. – Bécs, 2022. július 24.) osztrák írónő és színműírónő volt. Legismertebb műve talán a Jesu Hochzeit (Jézus esküvője) című gnosztikus misztériumopera, amelynek 1980-as bemutatója a Theater an der Wienben színházi botrányt kavart.

## Élete
Charlotte Gruber Emma és Karl Gruber gyermekeként született.
1949 és 1965 között Hugo Ingrisch filozófus, majd 1966 és 1996 között Gottfried von Einem zeneszerző házastársa volt.

## Művei

### Próza
- Verliebter September (1958)
- Das Engelfernrohr (1960)
- Fest der hungrigen Geister (1961)
- Amour noir (1960 / 1985)
- Salzburg für jedermann (1978)
- Reiseführer ins Jenseits (1980)
- Bauerngärten. Das nützliche Paradies (1984)
- Schmetterlingsschule oder Die Veränderung der Welt im Kopf (1986)
- Die Kapelle der Gefahren (1988)
- Donnerstagebuch (1988)
- Auf den Flügeln des Gesanges. Musikalische Novellen und Erzählungen aus zwei Jahrhunderten (1988) – társszerző Gottfried von Einem
- Die Pestsäule (1989)
- Nächtebuch (1989)
- Herr Jacopo reitet (1990)
- Feenschrei – Ein Wegweiser in die Elbenwelt (1991)
- Der Engel des Alters oder Methusalem im Wunderland (1993)
- Die schöne Mörderin (1994)
- Das Lotte Ingrisch-Lesebuch (1995)
- Das Leben beginnt mit dem Tod (1996)
- Ratte und Bärenfräulein. Die Jenseitsreise des Gottfried von Einem (1997)
- Mich hetzen Klänge – Die Componierzettelchen des Gottfried von Einem  (1999) – herausgegeben von Lotte Ingrisch
- Unsterblichkeit. Protokolle aus dem Jenseits. Eine Dokumentation der Hoffnung (2000)
- Rindlberg (2000)
- Schmetterlingsschule oder Die Veränderung der Welt im Kopf (2000)
- Die Kelten erwachen (CD)(2000)
- Reiseführer ins Jenseits (könyv és CD)(2000, 2011)
- Unsterblichkeit. Protokolle aus dem Jenseits (2000)
- Die schöne Mörderin (2001)
- Die ganze Welt ist Spaß. Ein Leben in Anekdoten (2002, 2012)
- Das Fest der hungrigen Geister
- Die ganze Welt ist Spaß! Ein Leben in Anekdoten von Lotte Ingrisch und Gottfried von Einem (2002)
- Der Himmel ist lustig. Jenseitskunde oder Keine Angst vorm Sterben (2003)
- Physik des Jenseits (2004)
- Der Geister-Knigge (2006)
- Die neue Schmetterlingsschule oder die Rückkehr der Seele in den Unterricht (2006)
- Eine Reise in das Zwielichtland (2007)
- Die schöne Kunst des Sterbens (2008)
- Die Erde – unterirdisch, überirdisch, außerirdisch (2010)
- Die doppelte Lotte (2011)

### Rádió
- Alle Vöglein, alle
- Clementis wilde Jagd oder Ich bin ein phallisches Mädchen, zene: Gottfried von Einem
- Nachtmeerfahrt, Musik Heinz Karl Gruber
- Mord im Internat
- Höchste Zeit, dass die Delphine kommen
- Eine leidenschaftliche Verwechslung
- Ein Abend zu dritt, zene: Gottfried von Einem
- Der Bräutigam
- Der Unstern
- Harlekins Himmelfahrt
- Solo
- Die schöne Mörderin

### Televízió
- Wiener Totentanz (1969)
- Plejade (1970)
- Der Schneemann brennt (1971)
- Der Hutmacher (1972)
- Teerosen, zene: Gottfried von Einem (1977)
- Schlange sucht passendes Paradies (1977)
- Fairy (1977)
- Abendlicht oder die Liebe im Alter (1977)

### Színház
- Salzpuppen (1963)
- Vanillikipferln (1964)
- Mörderballett, später Schwarze Damen Zeit (1964)
- Letzte Rose (1964)
- Donau so blau (1965)
- Ein Abend zu dritt (1965)
- Die Witwe (1965)
- Wastopol (1967)
- Die Wirklichkeit und was man dagegen tut (1968)
- Glückliches Leben (1968)
- Affe des Engels (1969)
- Wiener Totentanz
- Firmung des Einhorns (1971)
- Kybernetische Hochzeit
- Damenbekanntschaften (1973)

## Fordítás
- Ez a szócikk részben vagy egészben a Lotte Ingrisch című német Wikipédia-szócikk fordításán alapul.  Az eredeti cikk szerkesztőit annak laptörténete sorolja fel. Ez a jelzés csupán a megfogalmazás eredetét és a szerzői jogokat jelzi, nem szolgál a cikkben szereplő információk forrásmegjelöléseként.